# Pietra Piasentina
La Pietra Piasentina è una roccia sedimentaria calcarea, estratta soprattutto nel comune di Torreano, ma presente anche nella Val Natisone.

## Storia
La sua formazione inizia nel Giurassico superiore, periodo in cui il fondale marino dell’Adriatico settentrionale si sollevò, creando una zona dalle caratteristiche geologiche del tutto particolari. Le prime cave vennero utilizzate dai Romani per la costruzione di Forum Julii l'attuale Cividale, fondata da Giulio Cesare nel I secolo a.C. Venne poi utilizzata dai Longobardi, per poi essere utilizzata sia da sconosciuti artigiani sia da protagonisti della storia dell’architettura come Andrea Palladio  o Raimondo d’Aronco, e fino ai giorni nostri. Rimane ancora oggi una dei settori trainanti di Torreano il maggior estrattore di questa pietra.